# Der kleine Wassermann
Der kleine Wassermann ist ein Kinderbuchklassiker von Otfried Preußler. Es erschien 1956 im Thienemann Verlag und beinhaltet, wie viele andere Bücher des Autors, zahlreiche Illustrationen von Winnie Gebhardt-Gayler. Bis heute wurde Der kleine Wassermann in insgesamt 32 Sprachen übersetzt. Im Jahre 1957 bekam das Buch den Sonderpreis beim Deutschen Jugendbuchpreis für Text und Illustration.

## Inhalt
Eines Tages wird den Wassermanneltern, die am Grunde des Mühlenweihers leben, ein kleiner Junge geboren, mit grünen Haaren, grünen Augen und Schwimmhäuten zwischen den Zehen, wie es sich für einen richtigen Wassermann gehört. Bald geht der kleine Wassermann mit seinem Vater oder mit seinem Freund, dem Karpfen Cyprinus, auf Entdeckungsreise. Er lernt sich im Weiher zurechtzufinden, lernt Menschen kennen und erlebt viele Abenteuer. Als es schließlich Winter wird und das Eis den Mühlenweiher zudeckt, geht die Wassermannfamilie schlafen.

## Entstehung
Wie die meisten Bücher von Otfried Preußler basiert die Erzählung über den kleinen Wassermann auf Erzählungen aus seiner Kindheit. Man erzählte sich damals im Schein der Petroleumlampe, wenn es draußen ungemütlich war, Geschichten von Hexen, Werwölfen, vom Zauberer Kittel, vom Blechschmied sowie die Geschichte vom Wassermann, der in mondhellen Nächten teilweise bis ans Ufer kam und dort Harfe spielte.
Von solch einem Wassermann hatte Preußler auch seinen Kindern erzählt, als sie noch klein waren. Den Kindern gefiel die Geschichte so gut, dass sie ihren Vater immer wieder baten, über ihn zu erzählen. Auch Preußler selbst machte die Geschichte Spaß und eines Tages kam ihm die Idee, sie aufzuschreiben. Schon vorher hatte er Hörspiele, kleine Erzählungen, Laienspiele für Kinder und ein Theaterstück zu Papier gebracht. Um sich zu vergewissern, inwieweit seine Entscheidung richtig war, erzählte er die Geschichte auch den Kindern seiner Schulklasse. Diese waren begeistert und fragten, ob der kleine Wassermann auch keinen Ärger bekäme, wenn er unartig sei. Der kleine Wassermann wurde zu einem richtigen kleinen Jungen, der neugierig ist, die Konsequenzen tragen muss, wenn er unartig war und Freundschaften schließt, allerdings mit dem Unterschied, dass er im Wasser in einem Häuschen aus Schilf auf dem Grunde des Mühlenweihers wohnt.
Als Preußler Anfang der 1950er Jahre einen Verlag für Der kleine Wassermann suchte, wurde ihm nahegelegt, er solle lieber Umweltbücher schreiben. Der zweite Verlag ließ das Manuskript neun Monate lang liegen. Dies war der Thienemann Verlag, bei dem bis heute fast alle Bücher von Preußler erschienen sind. Der kleine Wassermann war auf Anhieb ein großer Erfolg. Von da an schrieb Preußler immer weiter, insgesamt 32 Bücher.

## Adaptionen
1972 brachte Karussell auf seinen Labels Philips und Fontana eine Hörspielfassung des Buches auf Schallplatten und Kassetten heraus. Die Stimme des kleinen Wassermannes spricht Ulli Philipp, der Erzähler ist Harald Leipnitz. 2005 erschienen von Robert Metcalf zwei Sprach-Hörspiele für Kinder unter dem Titel Englisch lernen und Französisch lernen mit dem kleinen Wassermann. 2008 erfolgte vom selben Verlag eine Neuproduktion des Hörspiels mit Friedhelm Ptok als Sprecher.
Im Jahr 2006 brachte Der Audio Verlag ein weiteres Hörspiel u. a. mit den Stimmen von Laura Maire als Erzählerin und Wolfgang Hess als Cyprinus heraus. 2011 wurde vom selben Verlag das Werk als Hörbuch mit Florian Lukas als Sprecher veröffentlicht. Auch die drei Geschichten Der kleine Wassermann – Frühling im Mühlenweiher, Der kleine Wassermann – Sommerfest im Mühlenweiher und Der kleine Wassermann – Herbst im Mühlenweiher, die Preußler gemeinsam mit seiner Tochter Regine Stigloher schrieb, erschienen 2014 als Hörspiele mit Friedhelm Ptok bei Der Audio Verlag.
Wolfgang Adenberg schrieb 2003 eine Bühnenfassung für den kleinen Wassermann. Die Uraufführung war im E.T.A.-Hoffmann-Theater in Bamberg. Weitere Inszenierungen erfolgten u. a. von der Augsburger Puppenkiste und Gerhards Marionettentheater.

## Fortsetzungen
Im Jahr 2011 erschien im Thienemann Verlag unter dem Titel Der kleine Wassermann – Frühling im Mühlenweiher eine Fortsetzung in Form einer Bilderbuchgeschichte. Die Autoren sind Otfried Preußler und seine Tochter Regine Stigloher. Die Illustrationen stammen von Daniel Napp. Weitere Fortsetzungen wurden unter den Titeln Der kleine Wassermann – Sommerfest im Mühlenweiher (2013) und Der kleine Wassermann – Herbst im Mühlenweiher (2014) veröffentlicht.